# کجا می‌روی (فیلم ۱۹۵۱)
کجا می‌روی (به انگلیسی: Quo Vadis) فیلمی ۱۷۱ دقیقه‌ای به کارگردانی مروین لیروی با بازی رابرت تیلور است.

## خلاصه داستان
داستان در زمان حکومت روم قدیم و ظهور مسیحیت رخ می‌دهد. «مارکوس وینیسیوس» سرداری رومی و شجاع، دلباخته دختری از دودمان پادشاهی نابودشده‌ای به نام «کالینا» که بیشتر او را به نام «لیژیا» می‌شناسیم، می‌شود.
داستان، آتش‌سوزی بزرگ روم و کشتار مسیحیان به دست امپراتور بدطینت روم «نرون» را به بهترین شکل روایت می‌کند.
در نهایت عشق مارکوس به لیژیا؛ به دستیابی او به عشق بزرگ، یعنی عشق به خداوند و مسیحی شدن او می‌انجامد.

## جوایز
این فیلم کاندیدای ۷ اسکار (کاندیدای اسکار بهترین موسیقی-کاندیدای اسکار بهترین تدوین-کاندیدای اسکار بهترین طراحی لباس-کاندیدای اسکار بهترین طراحی هنری-کاندیدای اسکار بهترین فیلمبرداری-کاندیدای اسکار بهترین بازیگر نقش مکمل مرد-کاندیدای اسکار بهترین فیلم) در سال ۱۹۵۲ شد.